# Weltmarktführer – Die Geschichte des Tan Siekmann
Weltmarktführer – Die Geschichte des Tan Siekmann ist ein mehrfach ausgezeichneter Dokumentarfilm des Filmemachers Klaus Stern.

## Inhalt
Der Film erzählt vom Aufstieg und Fall des New-Economy-Unternehmens Biodata AG, welches bis zu 350 Mitarbeitern in 27 Ländern hatte. Das Unternehmen entwickelte Sicherheitstechnik und wurde als Star der Internetunternehmen hochgejubelt. Im November 2001 hatte das Unternehmen Insolvenz beantragt.

## Produktion
Der Film ist eine Auftragsarbeit für das ZDF, Premierendatum war der 3. Februar 2005. An der Filmmusik war das britische Indie-Bandprojekt Sophia beteiligt.

## Auszeichnungen
Der Film wurde 2005 mit dem Herbert Quandt Medien-Preis ausgezeichnet. 2006 erhielt der Film den Adolf-Grimme-Preis.